# Portia Simpson-Miller
Pour les articles homonymes, voir Miller.
Portia Simpson-Miller, née le 12 décembre 1945 à Wood Hall, est une femme d'État jamaïcaine, chef du Parti national du peuple de 2006 à 2017. Elle est Première ministre du 30 mars 2006 au 11 septembre 2007 et du 5 janvier 2012 au 3 mars 2016.

## Biographie

### Jeunes années et formation
Portia Simpson est née à Wood Hall, un petit village de la province de la paroisse de Sainte-Catherine, où son père est agriculteur. Elle y passe les premières années de sa vie, avant que sa famille déménage à Kingston dans les années 1950.
Elle y suit alors ses études secondaires, qu'elle poursuit par un diplôme en administration publique au campus de Miami du Union Institute & University (en).

### Parcours politique

#### Débuts
Sa carrière politique commence en 1974, quand elle est élue conseillère municipale de Kingston comme représentante du quartier de Trenchtown, sous l'étiquette du Parti national du peuple. Lors des élections législatives de 1976, elle est élue pour la première fois au Parlement, comme représentante du sud-ouest de la paroisse de Saint Andrew, sous l'étiquette du Parti national du peuple et elle est réélue lors des élections de 1980. Elle s'implique aussi davantage au sein du PNP, au point d'en devenir l'une des vice-présidente en 1978. Le PNP boycotte les élections les élections législatives de 1983 et comme tous ses collègues, Portia Simpson perd son siège, qu'elle retrouve lors des élections législatives de 1989.

#### Ministre
En 1989, elle entre dans le gouvernement de Michael Manley, où elle est titulaire des portefeuilles du Travail, du Bien-être et des Sports, de 1989 à 1993. En mars 1992, elle se présente contre Percival James Patterson pour succéder à Manley, démissionnaire de la présidence du PNP, mais elle perd l'élection.
Elle est ensuite ministre du Travail et du Bien-être de 1993 à 1995 puis du Travail, de la Sécurité sociale et des Sports de 1995 à février 2000, ministre du Tourisme et des Sports de février 2000 à octobre 2002 et enfin ministre de la Gouvernance locale et des Sports d'octobre 2002 au 30 mars 2006 dans les gouvernements de Percival James Patterson.

#### Première ministre de 2006 à 2007
Le 30 janvier 2005, elle succède à Percival Patterson à la tête du PNP et comme Premier ministre de la Jamaïque. Elle devient la première femme chef du gouvernement de la Jamaïque dans l'histoire du pays, et la troisième femme chef de gouvernement dans les Antilles et l'Amérique du Sud anglophones, après Eugenia Charles de la Dominique et Janet Jagan de Guyana. Son gouvernement est cependant dominé par l'échéance des élections de 2007. Elle doit ensuite repousser la date de ces élections de quelques semaines, à la suite du passage de l'ouragan Dean. Ces élections marquent une défaite du PNP. 

#### Chef de l'opposition
Portia Simpson-Miller devient alors chef de l’opposition aux gouvernements travailliste, dirigés successivement par Bruce Golding (2007-2011) puis Andrew Holness (2011-2012).

#### Première ministre de 2012 à 2016
Après les élections législatives du 29 décembre 2011 remportées par son parti, le PNP, Portia Simpson-Miller redevient Première ministre pour la seconde fois le 5 janvier 2012. Peu après, elle annonce vouloir transformer la Jamaïque en République, sans pour autant quitter le Commonwealth. Son gouvernement ne parvient cependant pas à redresser la situation économique de la Jamaïque et sollicite un prêt du Fonds monétaire international en 2013, en échange duquel il doit imposer d'importantes mesures d'austérité. Après quatre ans de gouvernement, le PNP est battu aux élections législatives du 25 février 2016. Le 3 mars suivant, Andrew Holness succède à Portia Simpson-Miller comme Premier ministre.

#### Retrait de la vie politique
Après la défaite, Portia Simpson-Miller annonce qu'elle ne se représente pas comme chef du PNP. Elle est alors remplacée par Peter Phillips (en) à la tête du PNP et démissionne de la Chambre des représentants en juin 2017.

## Distinctions
En 2007, elle est classée comme la 81e femme la plus puissante au monde par le magazine Forbes.